# Churchill (dopływ Zatoki Hudsona)

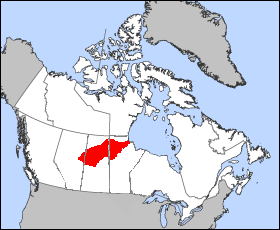
Dorzecze Churchill

Churchill (ang. Churchill River, fr. Rivière Churchill) – rzeka w Kanadzie, w prowincjach Saskatchewan i Manitoba. Jej długość wynosi 1609 km, a dorzecze zajmuje powierzchnię około 281,3 tys. km².
Rzeka Churchill wypływa z jeziora Churchill w północno-zachodnim Saskatchewan. Uchodzi do Zatoki Hudsona w pobliżu miasta Churchill. Głównym dopływem rzeki Churchill jest Beaver.
Churchill wykorzystywana do celów energetycznych, z elektrowniami wodnymi w Island Falls i Granville Falls.